# Condado de Bin
El Condado de Bin (宾县 ; pinyin : Bīn Xiàn) es una subdivisión administrativa de la provincia china de Heilongjiang eb la jurisdicción de la prefectura de Harbin de unos 596640 habitantes en 1999.